# Gortyna lecerfi
Gortyna lecerfi är en fjärilsart som beskrevs av Bytinsky-salz 1937. Gortyna lecerfi ingår i släktet Gortyna och familjen nattflyn. Inga underarter finns listade i Catalogue of Life.